# Soyuz-U

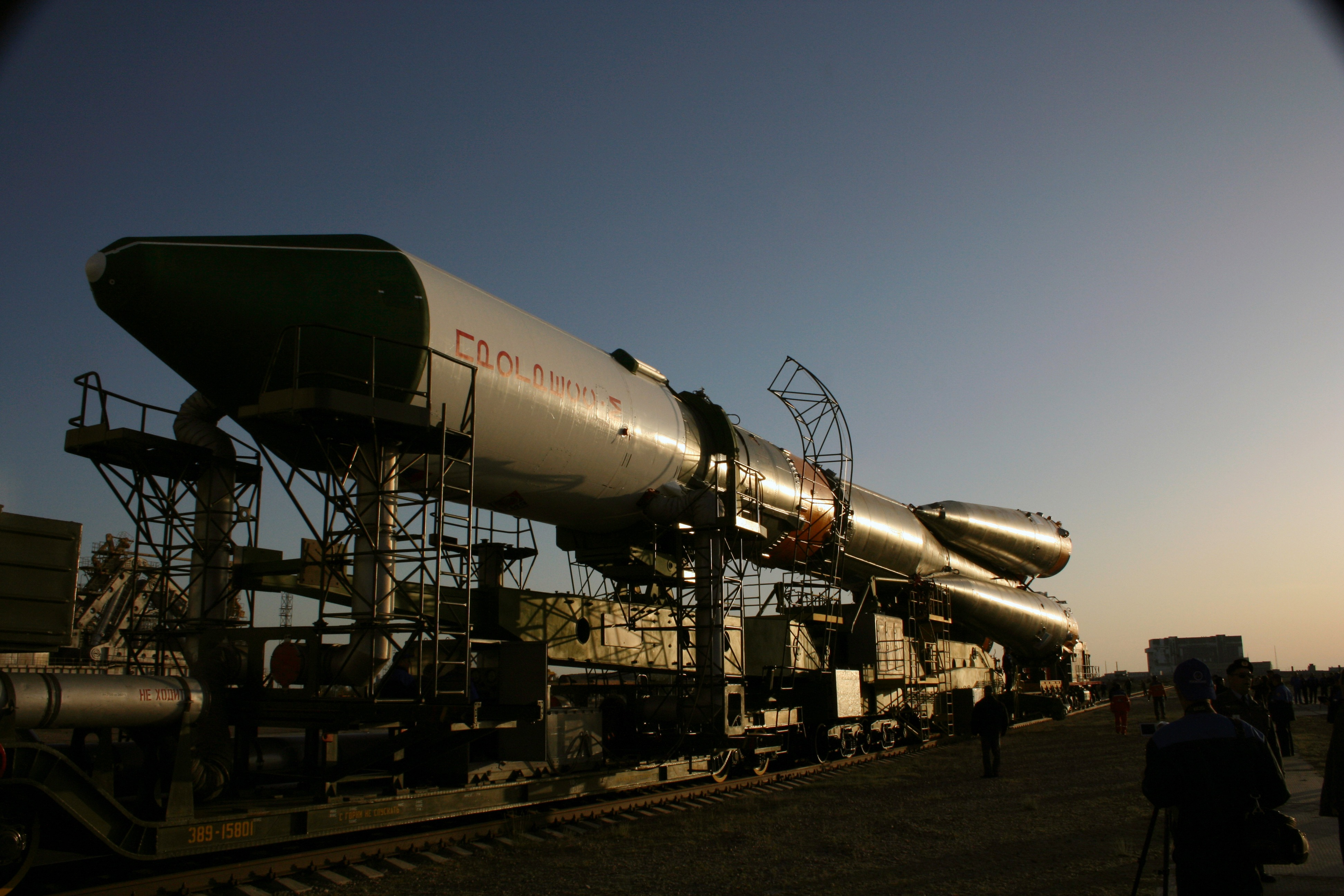
Um foguete Soyuz-U sendo conduzido à plataforma de lançamento.

O Soyuz-U ou foguete 11A511U na série de foguetes soviéticos é uma versão do veículo de lançamento Soyuz introduzida em 1973.
O veículo Soyuz-U substituiu veículos de lançamento Soyuz mais recente e o foguete Voskhod, os quais são veículos derivados do R-7 ICBM soviético. A Soyuz-U foi um veículo unificado capaz de lançar cargas tripuladas e não tripuladas.
O primeiro Soyuz-U voou em 18 de maio de 1973, e até no dia 24 de novembro de 2011. Um total de 749 veículos do modelo Soyuz-U tinham sido lançados, com 19 lançamentos mal sucedidos.
Havia uma variação do Soyuz-U, o Soyuz-U2 ou o lançador 11A511U2. Este usava os mesmos mecanismos que o Soyuz-U básico, porem utilizava um querosene sintético de alta energia, o Syntin, ao invés do querosene normal como era utilizado no primeiro estágio do foguete. Esta variação realizou seu último voo em 1996, após o fim da produção de Syntin.